# Mejor contigo
Mejor contigo fue un programa de televisión de debate y entrevistas sobre cultura y sociedad emitido por La 1 de Televisión Española. Estaba presentado por Ion Aramendi, y se emitió desde el 13 de septiembre de 2021 hasta el 23 de febrero de 2022.

## Formato
En su primera parte, de 12:30 a 14:00 horas, el programa se centra en la parte más social, tratando temas como la cultura, el medioambiente, el bienestar, el emprendimiento, la alimentación y la gastronomía, la digitalización, la crónica social y el humor, todo ello con los comentarios de los colaboradores. Posteriormente, desde las 14:20 (después de los Informativos Territoriales), el espacio pone su foco en la entrevista a personajes destacados de la actualidad en cualquier ámbito.

## Equipo
Ion Aramendi,  Cristina Fernández, Fede Arias,  Mamen Asensio,  Marc Vidal,  Jacob Petrus,  Laura Cerdeira,  Paco Tomás,  Laura Lobo, Nacho García, Llum Barrera y Paula Púa.[cita requerida]